# Marc Monnier
Pour les articles homonymes, voir Monnier.
Marc Monnier, né à Florence le 7 décembre 1829 et mort à Genève le 18 avril 1885, est un écrivain genevois qui s'est essayé à plusieurs genres (roman, essai, traduction, comédies, etc.).

## Biographie
De père français et de mère genevoise, il commence ses études à Naples. Il étudie ensuite à Paris et Genève pour terminer ses études à Heidelberg et Berlin.
Il épouse Hélène Dufour (de Cartigny), femme de lettres sous le pseudonyme Jean des Roches. Il est le père de Philippe Monnier, écrivain, et le grand-père de Claire-Lise Monnier, artiste peintre.
Il est professeur de littérature comparée à Genève puis vice-président de l'université.
Il écrit une série de petites histoires, dramatiques et satiriques, réunies dans le recueil Théâtre de marionnettes. Il écrit également des romans, dont les Nouvelles napolitaines (1879), de nombreux travaux sur l'histoire de l'Italie, une traduction du Faust de Goethe, Genève et ses poètes (1873)…
Le premier tome de son Histoire de la littérature moderne, La Renaissance, de Dante à Luther (1884) a été récompensé par l'Académie française.
Il est l'auteur du fameux distique holorime suivant :
Gal, amant de la Reine, alla (tour magnanime !)

Galamment de l'arène à la Tour Magne à Nîmes.

## Ouvrages

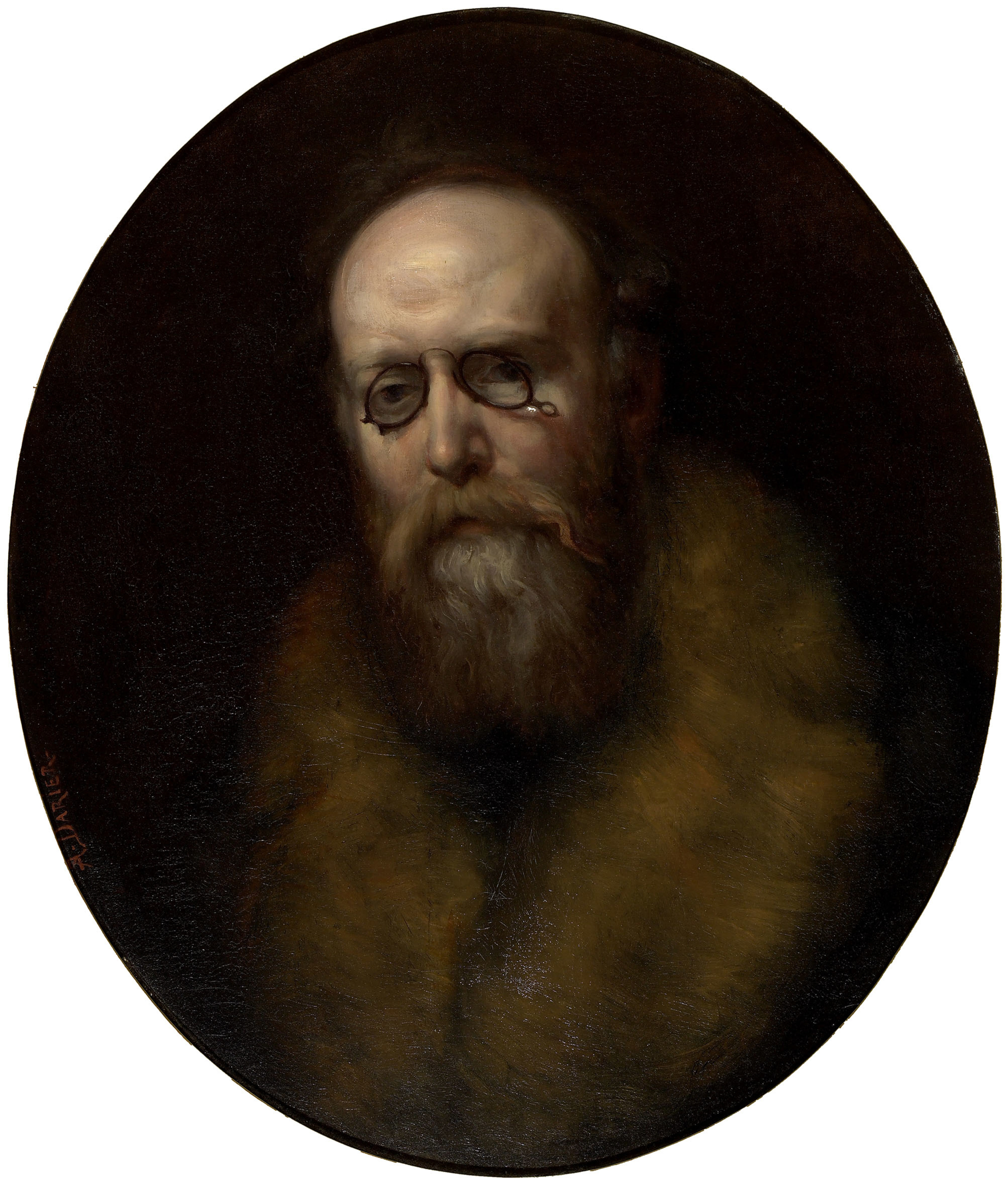

- L’Italie est-elle La terre des morts?, Paris, L. Hachette et C., 1860 [lire en ligne]
- Les amours permises, Hachette, 1861 [lire en ligne]
- Garibaldi : histoire de la conquête des Deux-Siciles, notes prises sur place au jour le jour, Paris, Michel Lévy frères, 1861 [lire en ligne]
- Histoire du brigandage dans l'Italie méridionale, Paris, Michel Lévy, 1862 [lire en ligne]
- « Naples et le brigandage de 1860 à 1864 », Revue des Deux Mondes, 2e période, tome 50, 1864, p. 549-584 [lire en ligne]
- La Camorra : mystères de Naples, Paris, M. Lévy frères, 1863 lire en ligne sur Gallica
- Pompei et les Pompéiens, Hachette, 1868 [lire en ligne]
- Les Aïeux de Figaro, Hachette, 1868 [lire en ligne]
- (it) L’Italia all’opera: dal 1860 al 1869, Milan, Treves E C., 1869 [lire en ligne]
- Poésies de Marc Monnier, Genève, S. Jolimay-Desrogis, 1872 lire sur Google Livres ; Sandoz et Fischbacher, 1878 lire en ligne sur Gallica
- La vie de Jésus racontée en vers français d'après les Évangiles, Sandoz et Fischbacher, 1874 [lire en ligne]
- Le Faust de Goethe traduit en vers français, Sandoz et Fischbacher, 1875 [lire en ligne]
- Le Roland de l'Arioste, raconté en vers français, Sandoz et Fischbacher, 1878 [lire en ligne]
- Nouvelles napolitaines, Paris, Lemerre, 1879 lire en ligne sur Gallica
- Récits et Monologues, Lemerre, 1880 [lire en ligne]
- Les Contes populaires en Italie, Paris, G. Charpentier, 1880 lire en ligne sur Gallica
- Gian et Hans, le dossier de Raimbaud, Delagrave, 1882 [lire en ligne]
- Un détraqué : roman expérimental, Calmann-Lévy, 1883 lire en ligne sur Gallica
- La Renaissance, de Dante à Luther, Firmin-Didot, 1884 [lire en ligne], prix Marcelin Guérin de l’Académie française en 1885
- La Réforme, de Luther à Shakespeare, Firmin-Didot, 1885 [lire en ligne]
- Un aventurier italien du siècle dernier : le comte Joseph Gorani, d’après ses Mémoires inédits, Paris, Calmann-Lévy, 1884
- « Le Tasse et ses critiques récents », Bibliothèque universelle et Revue suisse, 1884, t. xxii, p. 225-248 lire sur Google Livres, p. 541-562 ; t. xxiii, p. 94-120 lire en ligne sur Gallica

## Théâtre
- Théâtre de marionnettes, F. Richard, 1871 [lire en ligne]
- Madame Lili, Théâtre du Vaudeville, 1875 ; Sandoz et Fischbacher, 1875 [lire en ligne]